# Liste des races porcines
En dépit de formes variées, toutes les races porcines appartiennent à la même espèce, Sus scrofa domesticus. Le sanglier, Sus scrofa, n'est pas considéré dans cette liste, même s'il existe des élevages de gibier.

## Races par ordre alphabétique
- Haut – A
- B
- C
- D
- E
- F
- G
- H
- I
- J
- K
- L
- M
- N
- O
- P
- Q
- R
- S
- T
- U
- V
- W
- X
- Y
- Z

### A
| Nom                  | Origine    | Poids      | Image | Sources |
| -------------------- | ---------- | ---------- | ----- | ------- |
| Agonda Goan          | Goa (Inde) |            |       | [ 1 ]   |
| Alentejana           | Portugal   | 150-180 kg |       | [ 2 ]   |
| Angler Sattelschwein | Allemagne  | 300-350 kg |       |         |

- Haut – A
- B
- C
- D
- E
- F
- G
- H
- I
- J
- K
- L
- M
- N
- O
- P
- Q
- R
- S
- T
- U
- V
- W
- X
- Y
- Z

### B
| Nom       | Origine                  | Poids      | Image | Sources |
| --------- | ------------------------ | ---------- | ----- | ------- |
| Banda     | Jharkhand (Inde)         |            |       | [ 1 ]   |
| Berkshire | sud-ouest du Royaume-Uni | 220-280 kg |       |         |

- Haut – A
- B
- C
- D
- E
- F
- G
- H
- I
- J
- K
- L
- M
- N
- O
- P
- Q
- R
- S
- T
- U
- V
- W
- X
- Y
- Z

### C
| Nom               | Origine                                    | Poids      | Image | Sources |
| ----------------- | ------------------------------------------ | ---------- | ----- | ------- |
| Chester white     | Comté de Chester, Pennsylvanie, États-Unis | 225-360 kg |       |         |
| Cinta senese      | Toscane (Italie)                           | 250-300 kg |       |         |
| Cochon nain       |                                            | 22-55 kg   |       |         |
| Cul noir limousin | Limousin (France)                          | 200 kg     |       |         |

- Haut – A
- B
- C
- D
- E
- F
- G
- H
- I
- J
- K
- L
- M
- N
- O
- P
- Q
- R
- S
- T
- U
- V
- W
- X
- Y
- Z

### D
| Nom   | Origine      | Poids      | Image | Sources |
| ----- | ------------ | ---------- | ----- | ------- |
| Doom  | Assam (Inde) |            |       | [ 1 ]   |
| Duroc | États-Unis   | 350-400 kg |       |         |

- Haut – A
- B
- C
- D
- E
- F
- G
- H
- I
- J
- K
- L
- M
- N
- O
- P
- Q
- R
- S
- T
- U
- V
- W
- X
- Y
- Z

### E
| Nom        | Origine | Poids | Image | Sources |
| ---------- | ------- | ----- | ----- | ------- |
| Essex (en) |         |       |       | [ 3 ]   |

- Haut – A
- B
- C
- D
- E
- F
- G
- H
- I
- J
- K
- L
- M
- N
- O
- P
- Q
- R
- S
- T
- U
- V
- W
- X
- Y
- Z

### F
| Nom           | Origine | Poids | Image | Sources |
| ------------- | ------- | ----- | ----- | ------- |
| Fengjing (en) | Chine   | 70 kg |       | [ 4 ]   |

- Haut – A
- B
- C
- D
- E
- F
- G
- H
- I
- J
- K
- L
- M
- N
- O
- P
- Q
- R
- S
- T
- U
- V
- W
- X
- Y
- Z

### G
| Nom       | Origine                   | Poids | Image | Sources |
| --------- | ------------------------- | ----- | ----- | ------- |
| Ghoongroo | Bengale-Occidental (Inde) |       |       | [ 1 ]   |
| Ghurrah   | Uttar Pradesh (Inde)      |       |       | [ 1 ]   |
| Grice     | Shetland (Royaume-Uni)    |       |       |         |

- Haut – A
- B
- C
- D
- E
- F
- G
- H
- I
- J
- K
- L
- M
- N
- O
- P
- Q
- R
- S
- T
- U
- V
- W
- X
- Y
- Z

### H
| Nom       | Origine                | Poids      | Image | Sources |
| --------- | ---------------------- | ---------- | ----- | ------- |
| Hampshire | Hampshire (Angleterre) |            |       |         |
| Hereford  | États-Unis             | 272-362 kg |       |         |
| Hurra     | Népal                  | 50-57 kg   |       | [ 5 ]   |
| Husumer   | Allemagne              | 300-350 kg |       |         |

- Haut – A
- B
- C
- D
- E
- F
- G
- H
- I
- J
- K
- L
- M
- N
- O
- P
- Q
- R
- S
- T
- U
- V
- W
- X
- Y
- Z

### K
| Nom      | Origine          | Poids     | Image | Sources |
| -------- | ---------------- | --------- | ----- | ------- |
| Kunekune | Nouvelle-Zélande | 60-200 kg |       |         |

- Haut – A
- B
- C
- D
- E
- F
- G
- H
- I
- J
- K
- L
- M
- N
- O
- P
- Q
- R
- S
- T
- U
- V
- W
- X
- Y
- Z

### L
| Nom               | Origine                | Poids      | Image | Sources |
| ----------------- | ---------------------- | ---------- | ----- | ------- |
| Landrace français | France                 | 300-350 kg |       |         |
| Large white       | Yorkshire (Angleterre) | 300-500 kg |       |         |

- Haut – A
- B
- C
- D
- E
- F
- G
- H
- I
- J
- K
- L
- M
- N
- O
- P
- Q
- R
- S
- T
- U
- V
- W
- X
- Y
- Z

### M
| Nom                 | Origine         | Poids      | Image | Sources |
| ------------------- | --------------- | ---------- | ----- | ------- |
| Mali                | Tripura (Inde)  |            |       | [ 1 ]   |
| Manipuri Black      | Manipur (Inde)  |            |       | [ 1 ]   |
| Meishan             | Meishan (Chine) |            |       |         |
| Mora Romagnola (en) | Italie          | 160-200 kg |       | [ 6 ]   |
| Mukota (en)         | Zimbabwe        |            |       | [ 7 ]   |
| Mulefoot            | États-Unis      | 200-250 kg |       |         |

- Haut – A
- B
- C
- D
- E
- F
- G
- H
- I
- J
- K
- L
- M
- N
- O
- P
- Q
- R
- S
- T
- U
- V
- W
- X
- Y
- Z

### N
| Nom                 | Origine                   | Poids      | Image | Sources |
| ------------------- | ------------------------- | ---------- | ----- | ------- |
| Neijiang            | Neijiang, Sichuan (Chine) | 155-169 kg |       |         |
| Nero Siciliano (en) | Sicile (Italie)           | 130-150 kg |       | ,       |
| Niang Megha         | Meghalaya (Inde)          |            |       | [ 1 ]   |
| Nicobari            | Andaman-et-Nicobar (Inde) |            |       | [ 1 ]   |
| Normand             | Normandie (France)        |            |       |         |

- Haut – A
- B
- C
- D
- E
- F
- G
- H
- I
- J
- K
- L
- M
- N
- O
- P
- Q
- R
- S
- T
- U
- V
- W
- X
- Y
- Z

### P
| Nom                                   | Origine                      | Poids                   | Image | Sources |
| ------------------------------------- | ---------------------------- | ----------------------- | ----- | ------- |
| Pie noir de Bentheim                  | Allemagne                    | 180-250 kg              |       |         |
| Pie noir du Pays basque (porc basque) | Pays basque (Espagne)        |                         |       |         |
| Piétrain                              | Brabant wallon (Belgique)    | 220-280 kg              |       |         |
| Poland china                          | Ohio (États-Unis)            | 180-250 kg              |       |         |
| Porc bagnérais                        | Bagnères-de-Bigorre (France) |                         |       |         |
| Porc blanc de l'Ouest                 | Bretagne, Normandie (France) | 350-400 kg              |       |         |
| Porc celte                            | Espagne                      |                         |       |         |
| Porc craonnais                        | Craon (France)               |                         |       |         |
| Porc créole                           | Hispaniola                   |                         |       |         |
| Porc d'Ourjoum (Urzhum)               | Oblast de Kirov (Russie)     | 245-291 kg              |       | [ 9 ]   |
| Porc d'Ossabaw Island (en)            | Ossabaw Island (États-Unis)  | 90 kg                   |       |         |
| Porc de Bayeux (porc de Longué)       | Bayeux (France)              | 350 kg                  |       |         |
| Porc de Breïtovo                      | Russie                       | 236-320 kg              |       |         |
| Porc de Corse                         | Corse (France)               | 160-220 kg              |       |         |
| Porc de Kemerovo                      | Russie                       | 240-326 kg              |       |         |
| Porc de Livny                         | Livny (Russie)               | 237-295 kg              |       |         |
| Porc de Miélan                        | Miélan, Gers (France)        | 330-380 kg              |       |         |
| Porc de Mourom                        | Mourom (Russie)              | 257-314 kg              |       |         |
| Porc de Sibérie du Nord               | Sibérie (Russie)             | 238-312 kg              |       |         |
| Porc du Caucase du Nord               | Russie                       | 228-279 kg              |       |         |
| Porc gascon                           | Sud-Ouest de la France       | 150-300 kg              |       |         |
| Porc ibérique (Cerdo ibérico)         | Espagne, Portugal            | 100-200 kg              |       |         |
| Porc laineux (mangalitsa)             | Hongrie                      | 200-300 kg (500 kg max) |       |         |
| Porc pie danois                       | Danemark                     |                         |       |         |
| Porc tibétain                         | Plateau tibétain (Chine)     |                         |       |         |
| Purnea                                | Bihar et Jharkhand (Inde)    |                         |       | [ 1 ]   |

- Haut – A
- B
- C
- D
- E
- F
- G
- H
- I
- J
- K
- L
- M
- N
- O
- P
- Q
- R
- S
- T
- U
- V
- W
- X
- Y
- Z

### R
| Nom        | Origine    | Poids      | Image | Sources |
| ---------- | ---------- | ---------- | ----- | ------- |
| Red Wattle | États-Unis | 249-340 kg |       |         |

- Haut – A
- B
- C
- D
- E
- F
- G
- H
- I
- J
- K
- L
- M
- N
- O
- P
- Q
- R
- S
- T
- U
- V
- W
- X
- Y
- Z

### T
| Nom            | Origine               | Poids      | Image | Sources |
| -------------- | --------------------- | ---------- | ----- | ------- |
| Tamworth       | Tamworth (Angleterre) | 200-370 kg |       |         |
| Tenyi Vo       | Nagaland (Inde)       |            |       | [ 1 ]   |
| Tsivilsk (en)  |                       |            |       | [ 9 ]   |
| Turopolje (en) | Croatie               | 170-220 kg |       | [ 10 ]  |

- Haut – A
- B
- C
- D
- E
- F
- G
- H
- I
- J
- K
- L
- M
- N
- O
- P
- Q
- R
- S
- T
- U
- V
- W
- X
- Y
- Z

### U
| Nom | Origine | Poids | Image | Sources |
| --- | ------- | ----- | ----- | ------- |
| x   |         |       |       |         |

### V
| Nom        | Origine  | Poids                | Image | Sources |
| ---------- | -------- | -------------------- | ----- | ------- |
| Vietnamien | Viêt Nam | 35-60 kg (80 kg max) |       |         |

### W
| Nom                    | Origine                   | Poids | Image | Sources |
| ---------------------- | ------------------------- | ----- | ----- | ------- |
| Wak Chambil            | Meghalaya (Inde)          |       |       | [ 1 ]   |
| Wessex Saddleback (en) | West Country (Angleterre) |       |       | [ 11 ]  |

- Haut – A
- B
- C
- D
- E
- F
- G
- H
- I
- J
- K
- L
- M
- N
- O
- P
- Q
- R
- S
- T
- U
- V
- W
- X
- Y
- Z

### Z
| Nom    | Origine        | Poids | Image | Sources |
| ------ | -------------- | ----- | ----- | ------- |
| Zovawk | Mizoram (Inde) |       |       | [ 1 ]   |

## Listes de races par pays
- Liste des races porcines de France